# Sineugraphe melanospila
Sineugraphe melanospila là một loài bướm đêm trong họ Noctuidae.